# Коновницын, Сергей Николаевич
Граф Серге́й Никола́евич Коновни́цын (1866, Ефремовский уезд, Тульская губерния — 23 апреля 1906, Москва) — русский офицер из рода Коновницыных.

## Биография
Родился в семье Николая Ивановича Коновницына (1836—1877) и Софьи Кирилловны Нарышкиной (1840—?). Внук декабриста Ивана Петровича Коновницына (1806—1867).
По окончании гимназических классов Московского лицея в память Цесаревича Николая поступил в Тверское кавалерийское училище. Из училища вышел в 1-й лейб-драгунский Московский полк корнетом, но вскоре женился и вышел в запас.
Жил в своем имении Сапожковского уезда Рязанской губернии. Избирался на выборные должности, а в 1895 году занял место земского начальника.
Во время Русско-японской войны отправился добровольцем в действующую армию, где был ординарцем генералов Гриппенберга и Куропаткина. Был ранен осколком снаряда в правую ногу. В марте 1905 года возвратился в Москву для лечения раны. Участвовал в организации право-монархических партий и союзов.
Во время декабрьского восстания в Москве явился к генерал-губернатору Ф. В. Дубасову с просьбой прикомандировать его к какому-то из расположенных в Москве полков. Был назначен заведующим охраной Дубасова.
23 апреля 1906 года в 12 часов дня, по окончании праздничного богослужения в Большом Успенском соборе, в коляску Дубасова социалист-революционер Борис Вноровский бросил бомбу. Граф С. Н. Коновницын был убит, кучер — ранен, а самому адмиралу раздробило ступню левой ноги. Погиб и сам террорист.

## Семья
Сергей Николаевич был женат на Зинаиде Николаевне Протасьевой (1869—1943). В браке родились:
- Наталья Сергеевна (1890—?) — замужем за Борисом Николаевичем Шеншиным (1879—1915)
- Николай Сергеевич (1892—1963) — женат на Екатерине Николаевне Бартеневой (1890—1972). Его сын:
  - Сергей Николаевич (1923—1995). Его дети:
    - Алексей Сергеевич (род.1954)
    - Екатерина Сергеевна (род.1973)
    - Наталия Сергеевна (род.1975)